# Šedé přízraky
Šedé přízraky (v anglickém originále Shades of Gray) je v pořadí dvacátá druhá epizoda druhé sezóny seriálu Star Trek: Nová generace.

## Příběh
Během rutinního geologického průzkumu na planetě Surata IV se komandér William Riker náhodně poškrábe o ostrý trn. Výsadek se ihned vrátí na hvězdnou loď USS Enterprise-D, kde doktorka Katherine Pulaská zjistí, že trn do komandéra vpravil smrtící virus. Během několika hodin nejspíše dosáhne jeho mozku a zabije jej.
Aby zachránila jeho život, stimuluje jedním lékařským přístrojem uměle neurony v jeho mozku, aby zůstaly aktivní a mohly viru odolávat. To způsobí, že Rikerovi se začne zdát o jeho předchozích prožitcích na Enterprise.
Jeho první sny jsou vcelku neutrální povahy, jako třeba první setkání s Datem (epizoda „Střetnutí na Farpointu“). Ale brzy se stávají vášnivější, až erotické. Zdá se mu o veselé mladé Edo z planety Rubicon III (epizoda „Spravedlnost“), matriarše Beatě z Angel One (epizoda „Trosečníci“) nebo počítačem vytvořené Minuet ze simulátoru (epizoda „Heslo“).
Přestože se tak Riker cítí příjemně, vášnivé sny pouze zhoršují jeho kondici, protože virus se živí pozitivními endorfiny, které jeho mozek vytváří. Doktorka Pulaská a poradkyně Deanna Troi se proto dohodly, že se v komandérovi pokusí evokovat sny negativní. Zdá se mu tak o smrti Taši Jarové (epizoda „Slupka všeho zla“) nebo o zdánlivé smrti dítěte Deanny Troi (epizoda „Dítě“).
Určitý efekt se sice dostaví, ale negativní endorfiny nejsou dostatečně silné. Jako poslední možnost použije doktorka Pulaská lékařský přístroj, aby vyvolala sny na bázi primitivních pocitů a strachu o přežití. Riker tak sní o boji s entitou Armus (epizoda „Slupka všeho zla“), s falešným admirálem Gregory Quinnem (epizoda „Spiknutí“) nebo s klingonským důstojníkem Klagem na palubě lodi Pagh (epizoda „Věc cti“).
Když doktorka vidí, že primitivní emoce fungují zdaleka nejlépe, ještě více tyto sny stimuluje a Riker se nakonec uzdraví.